# Solatia
Solatia is een geslacht van weekdieren uit de klasse van de Gastropoda (slakken).

## Soorten
- Solatia buccinoides (Sowerby, 1832)
- Solatia piscatoria (Gmelin, 1791)